# Kukulcania geophila
Kukulcania geophila är en spindelart som först beskrevs av Chamberlin och Ivie 1935.  Kukulcania geophila ingår i släktet Kukulcania och familjen Filistatidae. Utöver nominatformen finns också underarten K. g. wawona.